# Kostel Saint-Jean-de-Malte (Aix-en-Provence)
Kostel Saint-Jean-de-Malte (Aix-en-Provence) je první gotický kostel v Provence. Stojí na náměstí Saint-Jean-de-Malte v Aix-en-Provence v departementu Bouches-du-Rhône.
Ústřední loď kostela byla postavena ve 13. století na místech starší kostelní stavby a byla součástí špitálu Řádu svatého Jana z Jeruzaléma. Kostel má velice střízlivý interiér, věž se svými 67 m je nejvyšším bodem města. Jsou zde pohřbení někteří příslušníci provensálských hrabat.

## Historie
Na místě byl původně ve 12. století hospic a kaple špitálského řádu maltézských rytířů pod jurisdikcí převorství Saint-Gilles v Provence. Kostel ze 13. století byl součástí převorství stejného řádu v olivových hájích za městskými hradbami v Aix. Od 13.  století sloužil jako pohřebiště hrabat z Provence.
V 17. století byla farnost začleněna do města Aix, kdy byly hradby rozšířeny na jih a přilehlé pozemky převorství byly rozprodány, aby pomohly vytvořit čtvrť Mazarin. V důsledku francouzské revoluce byla většina vnitřního vybavení, pokladů a soch kostela odstraněna nebo vypleněna a samotný kostel byl přeměněn na vojenský sklad. V 19. století byl kostel obnoven k náboženskému použití jako farní kostel.
Církev v současné době slouží bratrstvu apoštolských mnichů. Varhany z 19. století v Saint-Jean-de-Malte byly v roce 2006 nahrazeny varhanami v barokním stylu, které nechal postavit Daniel Kern. Vnitřek kostela lze vidět ve filmu Michelangela Antonioniho z roku 1995 Beyond the Clouds.

## Okna
Znovuotevření velkého okna v apsidě v roce 1858, které zakryl Jean-Claude Viany pro instalaci velkého oltářního obrazu v sedmnáctém století, odhalilo stopy polychromovaného barevného skla, což naznačuje, že v sedmnáctém století měl kostel nejen černobílé grisailles, ale také také barevná okna, přičemž alespoň v některých je zobrazen samotný Svatý Jan z Malty. Okna v kostele dnes pocházejí z devatenáctého a dvacátého století.
Nové okno v apsidě bylo dokončeno v roce 1858 a bylo navrženo několika umělci z Aix. V horních čtyřlístcích je Bůh Otec, korunovaný glóbusem v levé ruce,  pravou rukou přináší požehnání. Po jeho boku je Ramon Berenguer IV, hrabě z Provence a Beatrice z Provence. Ve třech menších čtyřlístcích níže jsou tři rytířští pohostinství na Maltě: Berenger Monachi (l.), Gerard Thom (zakladatel řádu) a Hélion de Villeneuve.. Tři páry oken níže představují scény ze života Jana Křtitele: jeho setkání s Pannou Marií; křest Krista; a s Kristem v diptychu. Na šesti panelech níže jsou starozákonní postavy:  Abrahám, Mojžíš, Izajáš, Jeremjáš, Ezechiel a Daniel. Ve spodní části okna je šest erbů třináctého století spojených s řádem, včetně těch z Provence, Malty, Aragonu a Aix.
Mezi další pozoruhodná okna patří velké rozetové okno nad vchodem do kostela instalované v roce 1896: původní rozetové okno bylo Vianem v sedmnáctém století zakryto aby se vytvořil prostor pro varhany. V roce 1984 bylo v jižní transeptu instalováno abstraktní okno od Henriho Guérina. Jeho barevné bloky byly navrženy tak, aby využívaly měnící se kvality slunečního světla v různých denních dobách a liturgických obdobích.

## Obrazy
V 17. století Jean-Claude Viany zadal zakázky na namalování obrazů francouzskému malíři Gillesi Garcinovi (1647–1702). Zakázku na vytvoření plastik  dostal Christophe Veyrier a jeho synovec Thomas. Některé z nich lze dodnes vidět v kostele, ale nedostatek finančních prostředků, když byla farnost obnovena po francouzské revoluci omezila další získávání uměleckých děl. Řada obrazů pochází ze zrušených kostelů nebo byla darována soukromými osobami, včetně nejnověji získaného Ukřižování od Delacroixe.
- Svatý Jindřich prosí Pannu za spásu duší v očistci (1687), Jean Armelin

Dar maltézského rytíře Henryho de Simiane de Lacoste
- Zvěstování a Smrt Panny Marie (1678), André Boisson

Dva  ze série šesti obrazů scén ze života Panny Marie, původně určených pro kapli paláce hrabat z Provence. 
- Učenci (1744–1749), Michel-François Dandré-Bardon
- Vzkříšení Krista  (1610), Louis Finson

Obraz vlámského malíře Finsona, následovníka Caravaggia, který žil v Aix mezi lety 1610 a 1616, byl původně před revolucí v kapli jezuitů v Aix.
- Kristus zjevující se Marii Magdaléně v zahradě, Zázrak sv. Blažeje a Panna Marie pokojného spočinutí (1690), Gilles Garcin

Tyto tři obrazy, z nichž první byl poškozen a obnoven jen částečně, byly objednány jako oltářní obrazy v postranních kaplích Saint-Jean-de-Malte.
- Snímání z kříže  (1612), André Gaudion

Gaudion se narodil v Lyonu, ale usadil se v Marseille. V Aix  působil mezi lety 1612 a 1634. Tento obraz byl pravděpodobně původně ve františkánské kapli v Aix.
- Svatý Bruno u nohou Panny Marie (1663), Reynaud Levieux

Levieux se narodil v Nimes; působil v Aixu v letech 1663 až 1670. Tento obraz, někdy považovaný za jeho nejlepší dílo, byl součástí hlavního oltářního obrazu kartuziánské kaple v Aix před revolucí.
- Snímání z kříže (1611), Martin Guillaume
- Panna Marie na hoře Karmel, Nicolas Mignard (1606–1668)

Tento obraz avignonského umělce Nicolase Mignarda, staršího bratra dvorního portrétisty Pierra Mignarda, byl původně v karmelitánské kapli ze 14. století. „Église des Grandes-Carmes“, dříve jeden z hlavních kostelů v Aix a místo pohřbení Reného z Anjou byl po zničení kostela přesunut do Saint-Jean-de-Malte.
- Kristus na kříži s Pannou a Svatým Janem, Šalamounův soud a Cizoložnice (1673), Nicolas Pinson

Tyto tři obrazy pocházejí z bývalého paláce hrabat z Provence.
- Apoteóza svatého Augustina, Michel Serre (1658–1733)

Serre se narodil v Katalánsku a od 17 let žil v Marseille. Stal se plodným malířem i designérem královské flotily. Během moru v roce 1720 projevil velkou oddanost postiženým a rozdal své jmění chudým, později sám zemřel v chudobě. Tento obraz byl původně v augustiniánské kapli. 
- Vzkříšený Kristus zjevující se svatému Tomáši (1614), Jacques Macadré
- Sv. Roch, sv. Antonín a sv. Šebestián, neznámý umělec

Tento florentský triptych ze 14. století je nedávnou akvizicí.
- Apoteóza svatého Jana, Jean-Baptiste Jouvenet
- Ukřižování (1820), Eugène Delacroix, darován 1998

Raná práce Delacroixe podle Ukřižování malíře  Anthonise van Dycka.

## Galerie

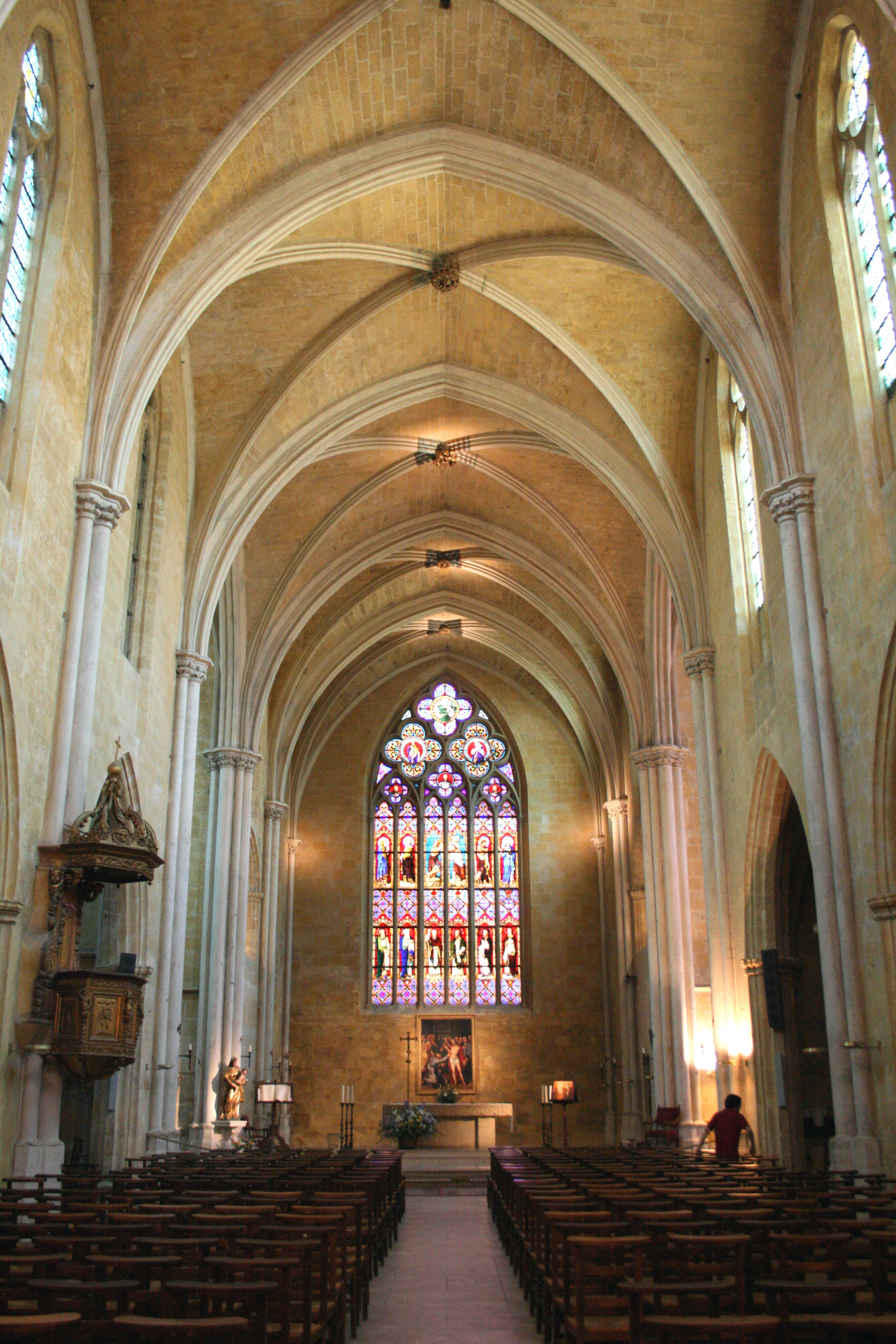
Loď kostela sv. Jana( Saint-Jean de Malte)
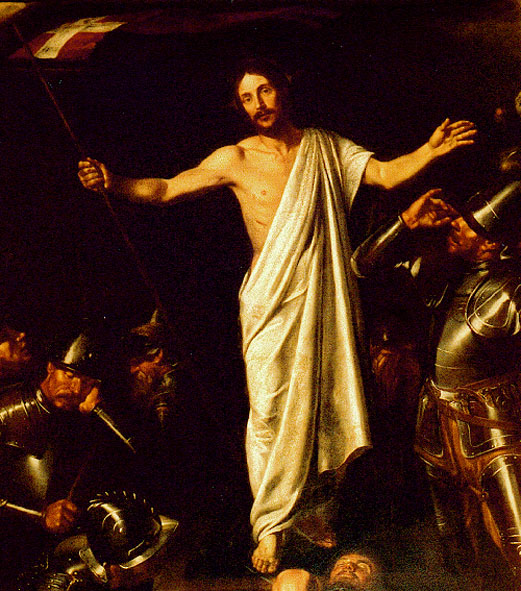
Vzkříšení, Louis Finson
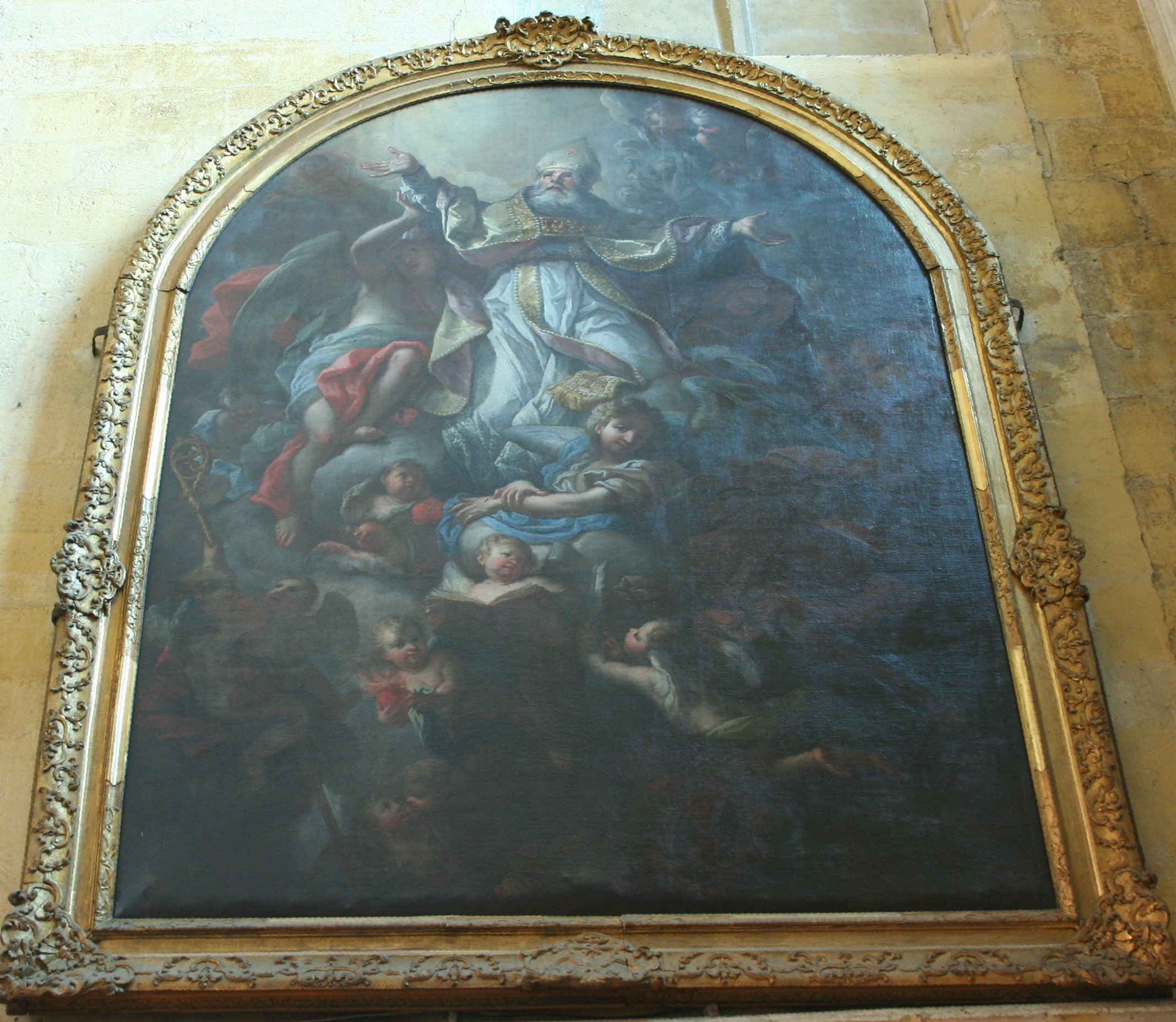
Apoteóza sv. Antonína
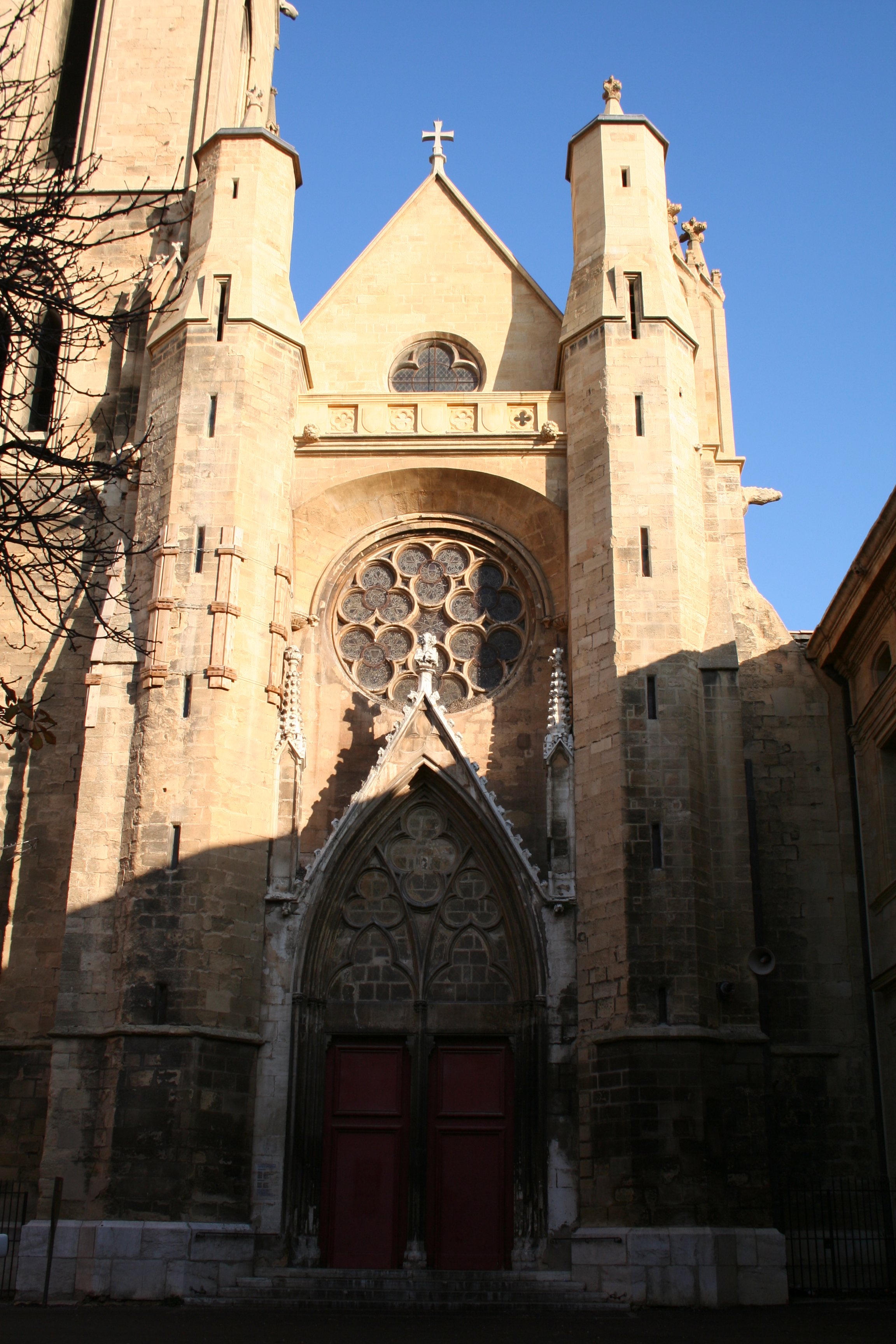
Pohled na kostel
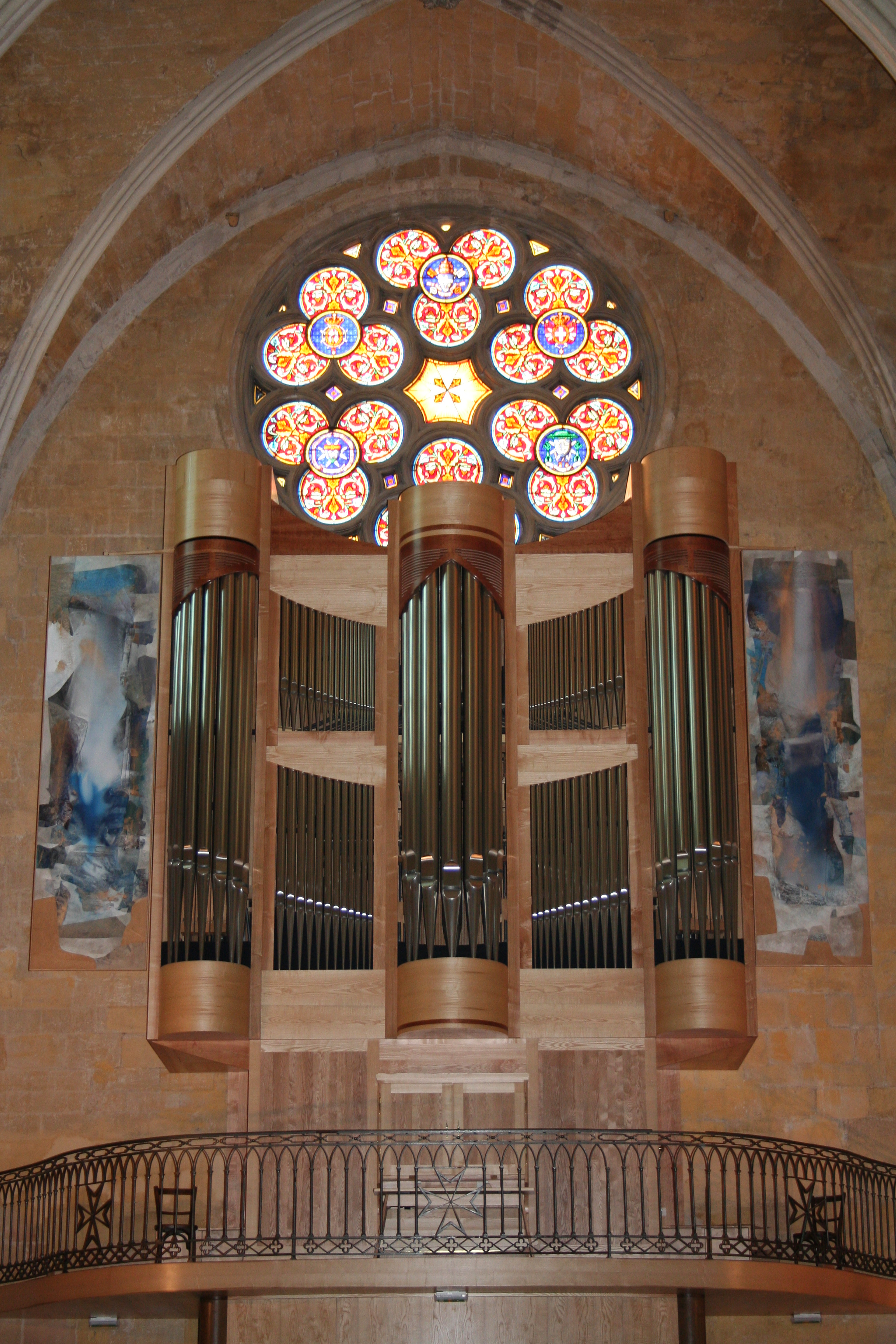
Varhany